# 자유 베트남 임시정부
자유 베트남 임시정부(自由越南臨時政府, 베트남어: Chính Phủ Lâm Thời Việt Nam Tự Do / 政府臨時越南自由)는 미국 캘리포니아주에 있는 베트남 공화국의 계승을 주장하는 망명정부로, 1995년에서 2013년까지 존속했다. 2005년 1월 2일 전 베트남 공화국 대통령 응우옌카인이 국가 원수로 취임했다.

## 역사
자유 베트남 임시정부는 준군사 및 정치적인 반공주의 단체의 하나이다. 1995년 4월 30일 응우옌호앙단(Nguyen Hoang Dan)이 설립했으며 총본부 소재지는 미국 캘리포니아주 가든그로브이다. 그 목적은 군사 혹은 정치적 형식에서 베트남 사회주의 공화국 정권을 타도하는 것이다.
1995년에 응우옌흐우짜인이 임시 정부 총리로 선출되었다. 단체의 주장에 의하면, 현재 단체에는 6천여 명의 회원(會員)과 십만여 명의 지지자가 있어, 그들은 캄보디아-베트남 국경 근처에 있는 비밀 기지에서 훈련을 받고 있다. 또, 단체는 아시아, 오스트레일리아, 유럽에 75개의 지부가 있다고 주장하고 있다. 단체는, “국외 망명 베트남인의 광범위한 지지를 받고 있다.”라고 주장하고 있다. 그러나 망명 베트남인 중에서는, “단체가 완전하게 망명 베트남인 집단을 대표하고 있지 않다.”라고 생각하고 있다. 2013년 미국 정부의 명령에 의해 해산되었다.